# Selección de fútbol de Islas Orcadas
La Selección de fútbol de fútbol de Islas Orcadas es el equipo representativo del archipiélago de Orcadas (Escocia). No está afiliado ni a la Unión de Asociaciones Europeas de Fútbol (UEFA) ni a la Federación Internacional de Fútbol Asociación (FIFA). Compite con regularidad en los Juegos de las Islas y tiene una fuerte rivalidad con los equipos de Shetland y Caithness.

## Participación en los Juegos de las Islas
| Año   | Ronda                      | Posición | PJ | PG | PE | PP | GF | GC | DG  |
| ----- | -------------------------- | -------- | -- | -- | -- | -- | -- | -- | --- |
| 2001  | Partido por el 11.º puesto | 12.º     | 4  | 0  | 0  | 4  | 2  | 20 | -18 |
| 2003  | Partido por el 7.º puesto  | 8.º      | 5  | 1  | 0  | 4  | 5  | 30 | -25 |
| 2005  | Partido por el 9.º puesto  | 9.º      | 5  | 1  | 0  | 4  | 7  | 12 | -5  |
| 2017  | Partido por el 9.º puesto  | 9.º      | 4  | 2  | 0  | 2  | 6  | 5  | +1  |
| Total | 4/15                       |          | 18 | 4  | 0  | 14 | 20 | 67 | -47 |

## Historial contra otras selecciones
- Ultimo partido:  Islas Orcadas 3–2  Shetland (Islas Orcadas; 30 de julio de 2016) – Milne Cup

| Rival               | PJ | PG | PE | PP | GF  | GC  |
| ------------------- | -- | -- | -- | -- | --- | --- |
| Alderney            | 1  | 1  | 0  | 0  | 3   | 1   |
| Anglesey            | 1  | 0  | 0  | 1  | 0   | 2   |
| Gibraltar           | 2  | 0  | 0  | 2  | 1   | 9   |
| Groenlandia         | 1  | 0  | 0  | 1  | 1   | 2   |
| Guernsey            | 2  | 0  | 0  | 2  | 0   | 13  |
| Rodas               | 1  | 0  | 0  | 1  | 1   | 6   |
| Islas Feroe         | 5  | 2  | 1  | 2  | 10  | 10  |
| Hébridas Exteriores | 1  | 0  | 0  | 1  | 4   | 5   |
| Islas Malvinas      | 2  | 1  | 0  | 1  | 3   | 4   |
| Jersey              | 1  | 0  | 0  | 1  | 0   | 12  |
| Saaremaa            | 1  | 0  | 0  | 1  | 1   | 2   |
| Shetland            | 86 | 32 | 4  | 50 | 156 | 207 |